# تالار ستون‌دار

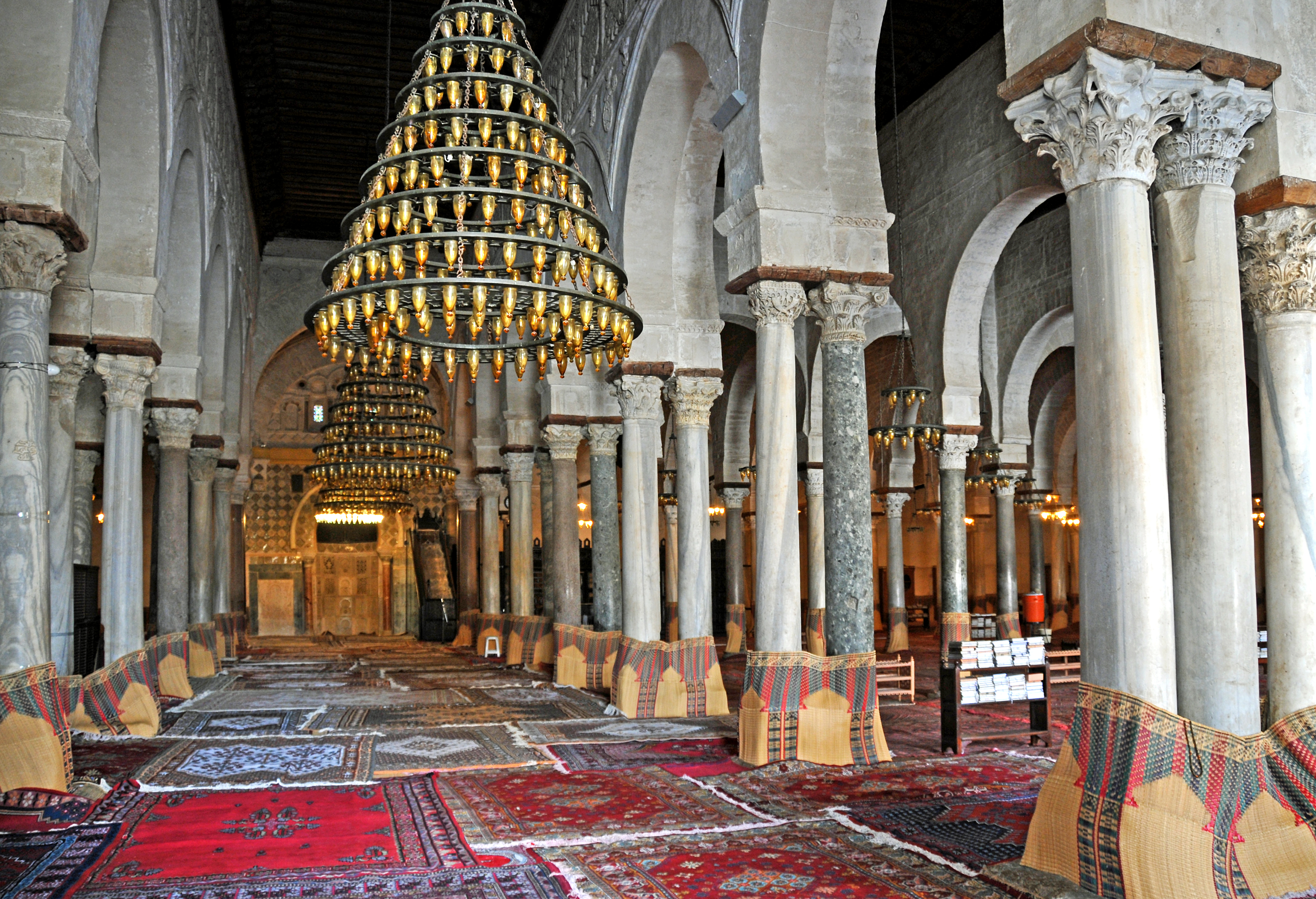
تالار ستون‌دار در مسجد جامع قیروان در تونس.

در معماری، یک تالار ستون‌دار (‎/ˈhaɪpəˌstaɪl, ˈhɪpə/‎ انگلیسی: Hypostyle) تالاری است که سقف آن توسط ستون پشتیبانی می‌شود.

## واژه‌شناسی
در انگلیسی به این طرح، hypostyle می‌گویند که از یونان باستانی ὑπόστυλος hypóstȳlos به معنای «زیر ستون» (که در آن ὑπό hypó به معنی زیر است و στῦλος st̍les به معنی ستون) می‌آید.

## گزینه‌های فنی
سازه سقف ممکن است از نعل درگاه سنگ، چوب یا سایر مواد سفت و سخت مانند چدن، فولاد یا بتن مسلح ساخته شود. ممکن است سقف داخلی نیز وجود داشته باشد. ستون‌ها می‌توانند همه دارای قد یکسان باشند یا مثلاً در تالار ستون‌دار بزرگ در معبد کرنک، ستون‌هایی که در کنار فضای مرکزی قرار دارند ممکن است از ارتفاع بیشتری نسبت به ستون‌های سمت کناری باشند، که به این طریق می‌توان بازشوهایی در آن‌ها تعبیه کرد.

### موارد استفاده
این فرم معماری دارای کاربردهای بسیاری است، از معابد درون‌خانه در یونان باستان گرفته تا بسیاری از ساختمان‌های آسیایی، به ویژه ساخت و ساز با چوب.

### مساجد
با ترکیب ستون‌ها و قوس‌ها، تالار ستوندار یکی از دو نوع اصلی ساخت مسجد تبدیل شده است. شبستان در بسیاری از مساجد، به ویژه مساجد آغاز اسلام، با این فرم ساخته شده‌اند. یکی از بهترین نمونه‌ها از این گونه مساجد، طرح مسجد مسجد جامع قیروان (یا مسجد اقبا) در شهر قیروان، تونس است.

### مدرن
تالارهای ستوندار به‌طور گسترده‌ای در معماری مدرن استفاده می‌شوند. 